# ホーカー ハンター機によるタワーブリッジ通過事件
ホーカー ハンター機によるタワーブリッジ通過事件（Hawker Hunter Tower Bridge incident）は1968年4月5日に発生した曲技飛行事件。イギリス空軍のパイロットであったアラン・ポロックが、ホーカー ハンター攻撃機をロンドンの複数のランドマーク上空において無許可で低空飛行させ、さらにテムズ川に架かるタワーブリッジを潜った。ポロックの行動は、その年にイギリス空軍が創設50周年を迎えたこと記念する意図があり、さらに公式な記念行事を認めなかった国防省に対する抗議として行われた。
着陸後、直ちにポロックは逮捕されたが、後に「医療上の理由」でイギリス空軍から退役させられたため、軍法会議にかけられることはなかった。

## 背景
1960年代当時、イギリス国防省は国防大臣ダンカン・サンズによる1957年度国防白書に端を発し、空軍力の重点を有人航空機から誘導ミサイルに移していた（ミサイル万能論）。その結果、イギリスの航空機産業は全体的に衰退し、イギリス空軍の士気は低下していた。
1968年、イギリス空軍第1飛行隊の飛行指揮官であったアラン・ポロック大尉は、この年にイギリス空軍が創設50周年を迎えたにもかかわらず、パーティーや小規模なパレードのみで祝賀飛行が計画されていないことに不満を抱いていた。第1飛行隊はイギリス空軍でも最古の部隊であり、経験豊富なパイロットであったポロックは、この記念すべき年にふさわしい祝福が与えられるように率先して行動すべきだと信じていた。
1968年4月1日、ポロックと第1飛行隊の仲間は、他のイギリス空軍基地へ記念リーフレット散布に参加し、4月4日には間もなく閉鎖が予定されていたウェスト・サセックスのタングメア空軍基地を訪れ、展示飛行を行った。

## 事件

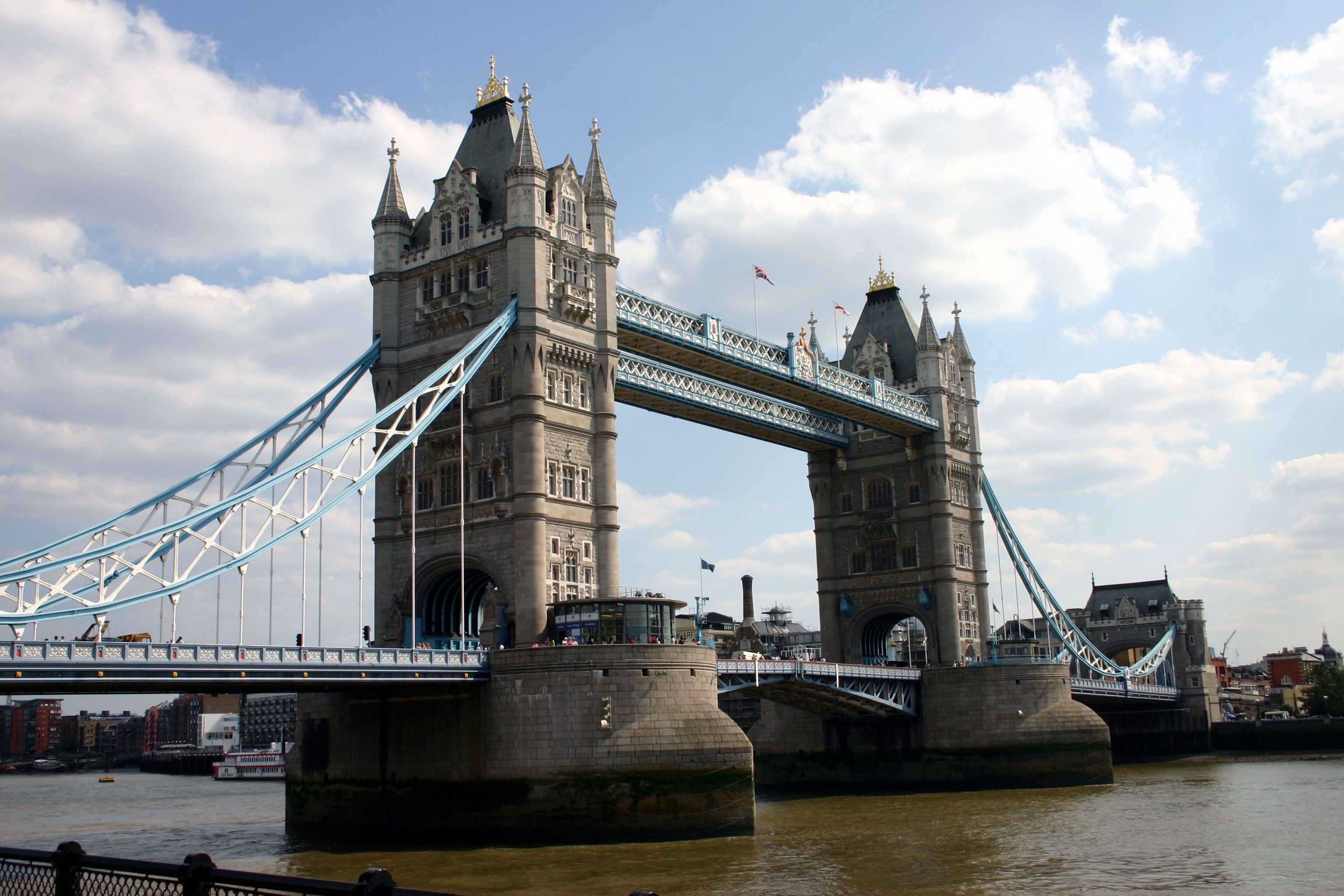
タワーブリッジ

1968年4月5日、ポロックは自らの発意により、イギリス空軍の記念日を祝うため無許可で展示飛行を行うことに決めた。編隊がタングメア空軍基地を出発し、ノーフォークのウェスト・レインハム空軍基地へ戻る途中、ポロックは編隊を離脱してロンドン上空を飛行した。
離陸直後、ポロックは無線故障を装って編隊を離れ、低空飛行を行った。手始めにダンズフォールド飛行場（ホーカー社の本拠地である飛行場）を低空・高速でフライパスしたポロックは、民間航空や市民への悪影響を避けるためテムズ川沿いに進み、乗機であるホーカー ハンターFGA.9（機体番号「XF442」）をロンドン市街地上空で低空飛行させた。国防費削減によってイギリス空軍に打撃を与えたハロルド・ウィルソン政権に対する抗議として、国会議事堂上空を3度旋回した。その際、皮肉にも議会では航空機の騒音問題が議論されていたという。ポロックがあまりに低空で飛んだため、国防省の6階からハンターを見ていた人々は機体を見下ろさなければならなかった
続けてポロックはヴィクトリア・エンバンクメントのイギリス空軍記念碑上空で翼を振り敬意を示すと、タワーブリッジの上部橋の下を通過した。ポロックは後に、タワーブリッジを飛行するという決定について次のように記している。
この展示飛行の結果、飛行資格を剥奪される可能性が高いことを知っていたポロックは、さらに高度約200フィート (61 m)の低空高速背面飛行で複数の空軍基地（ワッティシャム、レイクンヒース、マーハム）を「叩きのめし」、ウェスト・レインハム空軍基地に向かった。1時間以内に、ポロックはそこでロジャー・ギルピン中尉によって正式に逮捕された。空軍上層部は処遇を決めかねていたが、ポロック自身がまずは逮捕すべきであると申し出たことによるものだった。
タワーブリッジの上部橋の下を飛行したパイロットは5名存在するが、ポロックはジェット機でそれを行った最初で唯一のパイロットとなった。

## 余波
イギリス空軍はポロックを2日間「精神鑑定」に置いた。事件の直後、ポロックの部隊は彼を除いて北アフリカに配置され、彼は隔離されたままだった。その後、ポロックは「医療上の理由」でイギリス空軍から罷免された。これにより、ポロックが軍法会議にかけられることや、法廷でポロックが行動の理由を公表し、おそらくは大衆の支持を得るという政府の恥を避けることができた。除隊後のポロックはビジネスマンとして成功したほか、イギリス空軍歴史協会のメンバーとしても働いた。
ポロックの行動を支持する声は多く、空軍将兵のみならず一般大衆からも多数の支持の手紙が寄せられた。また、英国海外航空（BOAC）も支持を表明し、同社は彼にビール1樽を贈った。庶民院では6名の議員がポロックを支持して発言している。
アラン・ポロックは2025年7月1日に89歳で死去した。

## 大衆文化において
エアフィックスが販売している48分の1スケールのホーカー ハンターのプラモデルでは、ポロックがタワーブリッジを潜る瞬間が箱絵に描かれている。